# Hard labeur (televisieserie)
Hard labeur (1985) is een zevendelige Vlaamse dramareeks geregisseerd door Vincent Rouffaer, naar het gelijknamige boek van Reimond Stijns. De opnames vonden plaats in de gemeenten Oudenaarde, Mullem, Zaffelare, Moerbeke-Waas, Ooike en Huise.

## Rolverdeling
| Acteur              | Personage     |
| ------------------- | ------------- |
| Jo De Meyere        | Boer Speeltie |
| Chris Lomme         | Mie           |
| Els Olaerts         | Lize          |
| Peter Rouffaer      | Mitie         |
| Dirk Van Dijck      | So            |
| Doris Van Caneghem  | Sofie         |
| Peggy De Landtsheer | Reinildeke    |
| Dirk Roofthooft     | Lowietje      |
| Ann Nelissen        | Fine          |
| Lucas Vandervost    | Bien          |
| Oswald Versyp       | Bavijne       |
| Roger Bolders       | Nold          |
| Luk De Konink       | Louis Oemans  |
| Ugo Prinsen         | Kerkbaljuw    |
| Arnold Willems      | Pastoor       |
| Katrien Devos       | Barbara       |
| Senne Rouffaer      | Peutrus       |
| Loes Van den Heuvel | Wieze-Marie   |